# Żołnierz najemny
Żołnierz najemny (wł. Il soldato di ventura, fr. La Grande Bagarre) – włosko-francuski komediowy film historyczny z 1976 roku w reżyserii Pasquale Festa Campanile, który również współpracował przy scenariuszu.
Film opowiada o Wyzwaniu Barletty w komicznym tonie, z Budem Spencerem w roli Ettore Fieramosca i innymi znanymi komikami, w tym Enzo Cannavale i Oreste Lionello, w rolach włoskich rycerzy biorących udział w ów wydarzeniu.

## Obsada
- Bud Spencer – Ettore Fieramosca
- Franco Agostini – Romanello z Forlì
  - Gianni Marzocchi – Romanello z Forlì (głos)
- Enzo Cannavale – Bracalone z Neapolu
- Frédéric de Pasquale – Bayonne
  - Jacques Stany – Bayonne (głos)
- Jacques Dufilho – Mariano z Trani
  - Antonio Guidi – Mariano z Trani (głos)
- Andréa Ferréol – Eleonora
  - Rita Savagnone – Eleonora (głos)
- Jacques Herlin – Paredes
  - Gigi Reder – Paredes (głos)
- Angelo Infanti – Graiano d’Asti
  - Sergio Tedesco – Graiano d’Asti (głos)
- Philippe Leroy – Guy La Motte
  - Giuseppe Rinaldi – Guy La Motte (głos)
- Oreste Lionello – Salvatore Giovenale z Vetralli
- Antonio Orlando – Carellario z Barletty
  - Massimo Giuliani – Carellario z Barletty (głos)
- Eros Pagni – Giovanni Capoccio z Rzymu
  - Michele Gammino –
    - Giovanni Capoccio z Rzymu (głos)
    - Riccio z Milazzo (głos)
- Renzo Palmer – Fra’ Ludovico z Rieti
- Gino Pernice – Fanfulla z Lodi
- Mario Pilar – Salomone z Cavorà
  - Gino Donato – Salomone z Cavorà (głos)
- Marc Porel – książę Namuru
  - Manlio De Angelis – książę Namuru (głos)
- Mariano Rigillo – Guglielmo Albimonte z Peretoli
  - Pino Colizzi – Guglielmo Albimonte z Peretoli (głos)
- Mario Scaccia – Gonzalo Pedro z Guadarramy
- Guglielmo Spoletini – Miale z Milazzo
  - Sergio Fiorentini – Miale z Milazzo (głos)
- Roy Bosier – Riccio z Milazzo
- Ria De Simone – żona Giovenale z Vetralli
- Riccardo Pizzuti – Villefort
- Giovanni Cianfriglia – Valois
- Pietro Torrisi – Chatelain
- Monica Strebel – Stella

Źródło: